# Hinrich Siuts
Christian Hinrich Siuts (* 21. Juli 1932 in Stargard, Pommern) ist ein deutscher Volkskundler.

## Leben
Siuts studierte in an der Ludwig-Maximilians-Universität München, der Eberhard Karls Universität Tübingen und in Kiel Volkskunde, Geschichte und Germanistik. 1956 promovierte er an der Christian-Albrechts-Universität zu Kiel in Ethnologie.
Nach seinem Studium arbeitete Siuts zunächst am Deutschen Volksliedarchiv, wo er vornehmlich Brauchtumsliedgut erfasste und archivierte.
1962 bekam er eine Stelle als wissenschaftlicher Mitarbeiter am Volkskundlichen Seminar der Westfälischen Wilhelms-Universität Münster, wo er sich 1968 mit einer Arbeit über Ansingelieder zu den Kalenderfesten habilitierte. 1971 bekam er einen Lehrstuhl am Institut für Volkskunde der Universität Münster.
Siuts ist seit 1997 im Ruhestand.

## Werke (Auswahl)
- Bann und Acht und ihre Grundlagen im Totenglauben. De Gruyter, Berlin 1959 (Zugleich Dissertation an der Universität Kiel [1956]).
- Deutsch-niederländische Kulturverflechtungen bei den Ansingeliedern zu den Kalenderfesten. In: Gerhard Heilfurth & Hinrich Siuts (eds.), Europäische Kulturverflechtungen im Bereich der volkstümlichen Überlieferung. Festschrift zum 65. Geburtstag von Bruno Schiers, Göttingen 1967, S. 203–228.
- Die Ansingelieder zu den Kalenderfesten. Ein Beitrag zur Geschichte, Biologie und Funktion des Volksliedes. Schwartz, Göttingen 1968 (Zugleich Habilitationsschrift an der Universität Münster).
- Bäuerliche und handwerkliche Arbeitsgeräte in Westfalen. Die alten Geräte der Landwirtschaft und des Landhandwerks 1890 – 1930. Aschendorff, Münster 1982., ISBN 3-402-04126-X.
- Bauern und Landhandwerker in Ostfriesland. Eine Darstellung aufgrund der Erhebungen von Bernhard Klocke 1979 – 1984. Museumsdorf Cloppenburg, Cloppenburg 2004.